# San Francisco de Becerra
San Francisco de Becerra est une municipalité du Honduras, située dans le département d'Olancho. La municipalité comprend 7 villages et 52 hameaux. Elle est fondée en 1657.

## Crédit d'auteurs
- (en) Cet article est partiellement ou en totalité issu de l’article de Wikipédia en anglais intitulé « San Francisco de Becerra » (voir la liste des auteurs).